# Chemoplast BEC
Chemoplast BEC, s.r.o. se sídlem v Blansku je výrobní společnost se zaměřením na vývoj, výrobu a prodej plastových lisovaných výrobků.

## Výrobní družstvo
Původní výrobní družstvo Chemoplast Brno-Maloměřice (IČ 30252) bylo založeno už 24. 12. 1952, tradice výroby hraček ovšem sahá již k roku 1945). Zprvu byla výroba poněkud chaotická – zejména obory chemie a zpracování kovů (kromě domácích potřeb to byly také funkční kovové modely železničních vozidel v měřítku 0 – tramvaj T1, lokomotiva E499.0 přezdívaná Bobina apod.), zanedlouho se ale začalo silně rozvíjet plastikářství. Jedním z prvních materiálů byl tehdy osvědčený bakelit, později se přidalo i PVC, polystyren, polypropylen a ABS. Na trh tak přišly robustní umělohmotné hračky – velmi známé jsou například robustní modely nákladních automobilů Tatra, které bylo od 70. let 20. století možné vídat na dětských hřištích, hry mikádo, stolní kopaná, táhlový stolní hokej apod.
Po roce 1989 se vedení výrobního družstva nedokázalo vyrovnat se změněným ekonomickým prostředím a družstvo prošlo likvidací, která byla na základě usnesení členské schůze družstva ze 17. 1. 1992 ukončena výmazem družstva z obchodního rejstříku ke dni 28. 1. 1992.

## Akciová společnost
Vedle toho však padesátka družstevníků založila k 19. 11. 1991 novou společnost Chemoplast, a. s. (IČ 44015861), se čtyřmi výrobními závody (Maloměřice, Senetářov, ...). Nová společnost pod vedením Ing. Romana Pavla hospodařila solidně, například rok 1995 přinesl zisk 8,3 mil. Kč a rok 1996, při stomilionové tržbě a 22 % podílu exportu, potom zisk 5,6 mil. Kč. Zisk tehdy společnost jen střídmě rozdělovala do dividend a většinu pak reinvestovala nebo ponechala do rezerv, takže kumulovaný zisk z předchozích období činil k 31. 12. 1996 bezmála 28 mil. Kč.
V té době již je výroba hraček hlavním nosným programem a vedení společnosti se rozhoduje „rovnoměrněji rozložit prodejnost do období celého kalendářního roku“, takže se inovuje sortiment stavebnic, hraček na písek atd. Na programu stále zůstávají i stolní hry – hokej s podélnými drahami pro hráče, pomocí bowdenu rotující podél svislé osy, tak i fotbal s hráči připevněnými na pružném kloubu. Tyto hračky jsou ostatně na trhu dodnes a jsou dodávané pod vlastní obchodní značkou CHEVA.
Roku 2000 se stal významným akcionářem Chemoplastu Ing. Josef Kouřil, který se později stal předsedou představenstva a Ing. Pavel jen ředitelem a. s. Společnost tehdy zakoupila obchodní dům v Chebu za 29,7 mil. Kč a společnost WIKY s. r. o. za 3 mil. Kč. Obrat v té době tvořil 118 mil. Kč, z toho hračky 53 % tržeb, 25 % textilní doplňky a 18 % kancelářské zboží. Podíl exportu činil 31 % a zisk před zdaněním 14,76 mil. Kč. Obdobné výborné výsledky jsou i v dalších letech, ve výročních zprávách se ale i v následujících letech opakují slova „tento rok nebyl jednoduchým“ a „pokles odbytu“.
Teprve v roce 2003 je zaznamenán větší otřes, kdy prodeje hraček jednorázově klesly o čtvrtinu a zisk před zdaněním klesl na 9 mil. Kč (oproti 13,4 mil. Kč za předchozí rok). Potěšitelné je, že akcionáři stále myslí i na charitu a proto ve spolupráci s Nadací Archa Chantal věnují opakovaně značné prostředky na vylepšení prostředí dětských oddělení v nemocnicích. Hospodářský výsledek společnosti však dále klesá a za rok 2006, kdy Ing. Kouřil ovládá již 82 % akcií Chemoplastu, je zaznamenána poprvé ztráta, byť jen ve výši 299 tisíc Kč. Tou dobou se na tržbách výrazně projevuje výroba pro jiné podniky coby subdodavatel a výrobce forem – tato činnost již tvoří bezmála 23 % tržeb (hračky a textilní příslušenství mají po 29 %, kancelářské potřeby 18 %). Obdobná situace je i další rok, jen ztráta klesla na 199 tisíc Kč a akciový podíl Ing. Kouřila vzrostl na 86,54 %.
Významným byl rok 2008: Chemoplast byl prodán slovenské společnosti BEC Investment, a. s., za nezveřejněnou cenu. Následná valná hromada původní a. s. Chemoplast, jíž se účastnili poslední dva akcionáři Chemoplastu (Ing. Josef Kouřil – 95,84 %, Ing. Roman Pavel – 4,16 %), schválila dne 10. 9. přenesení sídla a přejmenování společnosti na JZK Invest, a. s., Kyjov.

## Nový majitel
Veškerou výrobní činnost, včetně 75 zaměstnanců, tedy v roce 2008 převzala nová společnosti Chemoplast BEC, s. r. o.. Následujícího roku došlo k transformaci na akciovou společnost a výrobní i administrativní provozy se od srpna přesouvaly do Blanska, do areálu bývalé a. s. METRA Blansko. Hodnota (obchodní jmění) společnosti byla tehdy vyčíslena na 31 319 000 Kč, společnost dosáhla při obratu 47,5 mil. Kč ztráty 4,9 mil. Kč (ta byla odůvodněna restrukturalizací a propouštěním zaměstnanců) a ve výroční zprávě oznámila, že neinvestovala ani korunu do výzkumu a vývoje. Hračkám CHEVA se tehdy aspoň podařilo proniknout do obchodního řetězce Interspar.
Současným výrobním sortimentem jsou tedy zejména výlisky pro využití v automobilech (příruby, tvarové výlisky), technické plasty, výrobky pro kanceláře (pořadače, koše, stojánky) a také zmíněné plastové hračky (stavebnice, věci na pískoviště, mikádo apod.).